# 丰塔内托波
丰塔内托波（義大利語：Fontanetto Po），是意大利韦尔切利省的一个市镇。总面积23平方公里，人口1244人，人口密度54.1人/平方公里（2009年）。ISTAT代码为002058。